# Bryan Brown
Bryan Neathway Brown (Sídney, 23 de junio de 1947) es un actor australiano.

## Primeros años
Brown nació en Sídney, es hijo de John "Jack" Brown y Molly Brown (una limpiadora de casas y pianista).
Se crio en el suroeste de Bankstown en las afueras de Sídney, y comenzó a trabajar en AMP como un estudiante actuarial.

### Vida personal
Desde 1983 Bryan está casado con la actriz inglesa Rachel Ward, la pareja se conoció mientras filmaban la miniserie de TV The Thorn Birds. La pareja tiene tres hijos: Rosie, Matilda y Joe Brown.

## Carrera
Comenzó a actuar en teatro de aficionados, donde descubrió su pasión por la actuación.
Brown se fue a Inglaterra en 1964 para estudiar actuación. A finales de los años sesenta empezó a trabajar en el teatro, obteniendo finalmente papeles de menor importancia en el Old Vic. En los años setenta regresó a Australia, donde se convirtió en miembro del teatro Genesian (en Sídney). Apareció en la producción de Colleen Clifford de A Man for All Seasons, antes de incorporarse a la compañía de teatro de Queensland. 
Hizo su debut en el cine en 1977 con un pequeño papel en The love letters from Teralba Road, y apareció en varias películas australianas durante los siguientes dos años.
En 1980 Brown se hizo conocido para el público internacional por su actuación en Breaker Morant. Aunque siguió apareciendo en producciones australianas, también apareció en miniseries de televisión norteamericanas, ganando popularidad en los Estados Unidos con A Town Like Alice (1981) y en la miniserie premiada y ganadora del Emmy The Thorn Birds (1983) junto a Richard Chamberlain y Christopher Plummer, donde fue nominado por primera vez al Emmy en la categoría Mejor actor de reparto. En 1984 actuó en la fallida cinta musical Give My Regards to Broad Street junto a Paul McCartney, Ringo Starr y Barbara Bach.
Pero lo mejor para este buen actor australiano estaba por venir, gracias a su papel de Rollie Tyler el genial creador de efectos especiales en la taquillera cinta F/X, Efectos Mortales (1986). Luego de ese éxito, trabajó en grandes producciones como: Tai-Pan (1987) de Dino De Laurentiis, Gorilas en la niebla (1988) con Sigourney Weaver y Cocktail (1988) con Tom Cruise y Elizabeth Shue.
Es uno de los pocos actores australianos que regularmente representa a australianos (por lo que puede retener su acento). Dos excepciones fueron la serie de televisión Against the Wind (1978) (donde le pidieron un acento irlandés) y Tai-Pan donde da vida al aventurero y hombre de negocios escocés Dirk Struan y sus aventuras en la China del siglo XIX.
En 1991 volvió con su papel de Rollie Tyler en F/X 2, y en los años noventa, Brown apareció en producciones de televisión, películas de Hollywood y australianas, como Two Hands (1999), así como en anuncios de televisión británicos. En el siglo XXI apareció en papeles de reparto, como el hombre de negocios cómico amante de los deportes riesgosos en Along Came Polly junto a Ben Stiller y Jennifer Aniston y en el 2008 en la superproducción Australia junto a sus compatriotas Nicole Kidman y Hugh Jackman.
A principios de junio del 2014 se anunció que Bryan se había unido al elenco principal de la miniserie Deadline Gallipoli, donde daría vida al general William Bridges; la miniserie fue estrenada en el 2015.

## Filmografía

### Series de Televisión
| Año  | Título                             | Personaje              | Notas                        |
| ---- | ---------------------------------- | ---------------------- | ---------------------------- |
| 2015 | Deadline Gallipoli                 | Gnral. William Bridges | episodio # 1.1 - miniserie   |
| 2014 | Old School                         | Lennie Cahill          | 8 episodios                  |
| 2013 | Better Man                         | Lex Lasry              | 4 episodios - miniserie      |
| 2012 | The Good Wife                      | Jack Copeland          | 2 episodios                  |
| 1999 | Journey to the Center of the Earth | Casper Hastings        | miniserie                    |
| 1996 | Twisted Tales                      | Jack Jackson           | episodio "The Confident Man" |
| 1994 | The Wanderer                       | Adam/Zachary           | 3 episodios                  |
| 1984 | Eureka Stockade                    | Peter Lalor            | miniserie                    |
| 1983 | The Thorn Birds                    | Luke O'Neill           | 3 episodios - miniserie      |
| 1981 | A Town Like Alice                  | Joe Harman             | miniserie                    |
| 1978 | Against the Wind                   | Michael Connor         | 2 episodios - miniserie      |

### Películas
- 1977: The Love Letters from Teralba Road
- 1978: Third Person Plural
- 1978: The Irishman
- 1978: Weekend of Shadows
- 1978: The Chant of Jimmie Blacksmith
- 1978: Newsfront
- 1978: Money Movers
- 1979: Cathy's Child
- 1979: The Odd Angry Shot
- 1980: Palm Beach
- 1980: Breaker Morant
- 1980: Stir
- 1980: Blood Money
- 1981: Winter of Our Dreams
- 1982: Far East
- 1984: Parker
- 1984: Give My Regards to Broad Street
- 1984: Kim
- 1985: The Empty Beach
- 1985: Rebel
- 1986: F/X – Murder by Illusion
- 1986: Tai-Pan
- 1987: The Good Wife
- 1987: The Shiralee
- 1987: The Shiralee
- 1988: Cocktail
- 1988: Gorillas in the Mist: The Story of Dian Fossey
- 1990: Blood Oath (a.k.a. Prisoners of the Sun)
- 1991: Sweet Talker (también llamada Confidence)
- 1991: F/X 2: The Deadly Art of Illusion
- 1991: Dead in the Water (película de TV)
- 1992: Blame It on the Bellboy
- 1992: Devlin
- 1993: Age of Treason
- 1993: The Last Hit
- 1995: Full Body Massage (1995, película para cable)
- 1996: Dead Heart
- 1997: 20,000 Leagues Under the Sea
- 1998: Dogboys
- 1998: On the Border (película para TV)
- 1999: Dear Claudia
- 1999: Two Hands
- 1999: Grizzly Falls
- 2000: Risk
- 2000: On the Beach
- 2001: Mullet (2001, voz)
- 2001: Styx
- 2002: Dirty Deeds
- 2003: Footsteps (película de TV)
- 2004: Revenge of the Middle-Aged Woman
- 2004: Along Came Polly
- 2005: Spring Break Shark Attack
- 2005: The Poseidon Adventure (2005, película para TV)
- 2006: Two Twisted
- 2007: Joanne Lees: Murder in the Outback (2007, película para TV)
- 2008: Dean Spanley
- 2008: Cactus
- 2008: Australia
- 2009: Beautiful Kate
- 2014: Kill Me Three Times
- 2023: Anyone But You

### Productor & Escritor
La compañía productora de Brown hizo la serie Twisted Tales y Two Twisted (similar a Alfred Hitchcock Presents). La segunda serie tenía un toque adicional: ambas historias en cada episodio estaban de alguna manera conectadas, y el público era invitado a descubrir esa conexión.
| Año  | Título                               | Notas                                                       |
| ---- | ------------------------------------ | ----------------------------------------------------------- |
| 2009 | Beautiful Kate                       | productor                                                   |
| 2008 | Cactus                               | productor ejecutivo                                         |
| 2006 | Two Twisted                          | 13 episodios - productor 14 episodios - productor ejecutivo |
| 2003 | Martha's New Coat                    | productor ejecutivo                                         |
| 2002 | Leunig: How Democracy Actually Works | corto - productor                                           |
| 2002 | Dirty Deeds                          | productor                                                   |
| 2001 | The Big House                        | corto - productor ejecutivo                                 |
| 2000 | Still Twisted                        | video - productor                                           |
| 1996 | Twisted Tales                        | 12 episodios - productor 11 episodios - productor ejecutivo |
| 1996 | Dead Heart                           | productor                                                   |
| 1991 | Sweet Talker                         | escritor                                                    |
| 1991 | F/X2                                 | productor ejecutivo                                         |

## Premios y nominaciones
En junio de 2005, Brown fue nombrado miembro de la Orden de Australia, por sus servicios a la comunidad a través de una serie de organizaciones caritativas comprometidas a prestar asistencia y apoyo a familias y jóvenes y por la industria australiana de películas y televisión.
Recibió el premio "Australian Film Institute" al mejor actor de reparto por Breaker Morant (1980) y por Two Hands (1999).
| Año  | Categoría                                                                                                | Premio               | Películas          | Resultado |
| ---- | --- | -------------------- | ------------------ | --------- |
| 2011 | Best Supporting Actor                                                                                    | Amanda Award         | Limbo              | Nominado  |
| 2010 | Best Supporting Actor - Male                                                                             | FCCA Award           | Beautiful Kate     | Ganó      |
| 2010 | Best Film (junto a Leah Churchill-Brown)                                                                 | FCCA Award           | Beautiful Kate     | Nominados |
| 2009 | Best Film (junto a Leah Churchill-Brown)                                                                 | AFI Award            | Beautiful Kate     | Nominados |
| 2009 | Best Supporting Actor                                                                                    | AFI Award            | Beautiful Kate     | Nominado  |
| 2002 | Best Supporting Actor - Male                                                                             | FCCA Award           | Risk               | Nominado  |
| 2000 | Best Supporting Actor - Male                                                                             | FCCA Award           | Two Hands          | Ganó      |
| 2000 | - | Chauvel Award        | -                  | Ganó      |
| 1999 | Best Performance by an an Actor in a Supporting Role                                                     | AFI Award            | Two Hands          | Ganó      |
| 1997 | Special Achievement Award                                                                                | FCCA Award           | -                  | Ganó      |
| 1989 | Hall of Fame                                                                                             | Logie Award          | -                  | Ganó      |
| 1987 | Best Actor in a Lead Role                                                                                | AFI Award            | The Umbrella Woman | Nominado  |
| 1985 | Best Actor in a Supporting Role                                                                          | AFI Award            | Rebel              | Nominado  |
| 1984 | Best Performance by an Actor in a Supporting Role in a Series, Mini-Series or Motion Picture Made for TV | Golden Globe Award   | The Thorn Birds    | Nominado  |
| 1983 | Outstanding Supporting Actor in a Limited Series or a Special                                            | Primetime Emmy Award | The Thorn Birds    | Nominado  |
| 1982 | Best Lead Actor in a Miniseries/Telemovie                                                                | Logie Award          | A Town Like Alice  | Ganó      |
| 1980 | Best Actor in a Supporting Role                                                                          | AFI Award            | 'Breaker' Morant   | Ganó      |
| 1980 | Best Actor in a Lead Role                                                                                | AFI Award            | Stir               | Nominado  |